# Christian Sørensen
Christian Nikolaj Sørensen (Assens, 6 agosto 1992) è un calciatore danese, difensore del Copenaghen.

## Carriera

### Club
Ha giocato nella prima divisione danese ed in quella islandese.

### Nazionale
Ha giocato nelle nazionali giovanili danesi Under-17, Under-18, Under-19, Under-20 ed Under-21.

## Palmarès

### Club

#### Competizioni nazionali
- 1. Division: 1

Viborg: 2020-2021
- Campionato danese: 1

Copenhagen: 2022-2023
- Coppa di Danimarca: 1

Copenhagen: 2022-2023